# Immigration au Québec
Le Québec est un territoire assez peu densément peuplé qui attire des immigrants depuis plusieurs siècles, le phénomène étant amplifié depuis les années 1960 par la  natalité faible de la province et le contexte socio-économique et socio-politique international.

## Histoire

### Ère pré-coloniale
Les premiers peuplements autochtones ont été effectués il y a plus de 8 000 ans.

### Époque coloniale

Origine des colons français en Nouvelle-France (1608 à 1700).

Les premiers colons envoyés dans l'établissement colonial furent Louis Hébert et sa femme Marie Rollet au début du XVIIe siècle. Au moment de la conquête britannique lors de la guerre de Sept Ans, le territoire est peuplé d'environ 70 000 colons français.
À la fin du XVIIIe siècle, l'immigration vers la province de Québec était étroitement contrôlée par les autorités britanniques, qui encouragèrent l'arrivée de loyaliste pour former le Haut-Canada après la guerre d'indépendance des États-Unis. Par ailleurs, des mercenaires allemands, qui étaient venus en Amérique du Nord pour le compte des Britanniques lors de la guerre d'indépendance, décidèrent eux-aussi de s'établir dans la province de Québec après les hostilités.
Au XIXe siècle, de nombreux Écossais et Irlandais viennent au Canada-Est. En 1860, à Québec, les Irlandais occupent ainsi le deuxième rang dans la population après les Québécois d’origine française. Sur les 58 319 habitants de Québec, les Irlandais comptaient 13 358 personnes, soit 23 % de toute la population de la ville.
Trois des cinq premiers premiers ministres canadiens sont nés dans les îles Britanniques.
En 1868, Thomas D'Arcy McGee, père de la Confédération canadienne, meurt assassiné par un partisan fénien.
De 1791 à 1871, le nombre de Canadiens-français est passé de 140 mille à plus d'un million. Cette croissance de la population a créé une surcharge par rapport aux terres cultivées. De plus, au cours du XIXe siècle, l'attractivité économique du voisin américain était très forte. Ainsi, le Québec a subi l’émigration d’environ un million de Canadiens-français vers les États-Unis de 1840 à 1930, voyant passer chaque année outre-frontière 5 % à 10 % de sa population, le privant donc d'une fraction importante de sa population active. La grande majorité de ces émigrés s'installera définitivement aux États-Unis. Ce phénomène d'émigration toucha aussi tout le Canada et la population de souche canadienne-britannique. Selon les estimations démographiques, sans cette émigration, le Québec aurait eu dans la décennie 2010 une population francophone de 13 millions d’habitants. Si les Canadiens-français ont pu conserver pendant quelque temps leur langue et leurs traditions, la plupart d'entre eux ont été assimilés, à la manière d'autres communautés, dans le système américain. Certains d'entre-eux, toutefois, ont su plus ou moins préserver leur héritage culturel. Par ailleurs, certaines villes, conservent par leur nom (Marquette, Escanaba, Manistique, Calumet, L’Anse) une trace québécoise.
La fin du XIXe siècle est également marquée par l'immigration italienne, qui s'installe majoritairement à Montréal. Parmi ces nouveaux arrivants, Charles-Honoré Catelli, fondateur de la première usine de pâtes alimentaires du Québec en 1867.

### XXesiècle
Dans les premières décennies du XXe siècle, le pays (et notamment la métropole montréalaise) accueille de nombreuses communautés, dont des Britanniques, Irlandais, Italiens, Polonais, Portugais, Ukrainiens et dans une moindre mesure des Français. Il faut toutefois préciser qu'à l'époque, l'immigration était entièrement sous la juridiction du gouvernement fédéral.
En réaction à cette politique d'immigration qui aurait pu submerger les québécois, le gouvernement du Québec favorisa à son tour largement les immigrants en fonction de leur langue ou de leur pays d’origine. Il est ainsi devenu beaucoup plus facile pour un français ou pour un belge francophone de venir au Québec. Dans les années 1960, le Québec revendique le droit fédéral de participer à la sélection des immigrants sur son territoire : en 1965 est créé le service d’immigration du Québec puis en 1968 le ministère de l'immigration du Québec. À partir de 1978, le Québec peut choisir ses immigrants selon des critères propres à un système de points d’appréciation établi par son ministère.
Depuis le dernier quart du XXe siècle, une grande vague d'immigration internationale rend le portrait du Québec beaucoup plus cosmopolite. Les immigrants ne viennent plus seulement d'Europe, mais de tous les continents : Asie (Chine, Inde, Vietnam), Afrique (notamment francophone : Algérie, Maroc), Amérique Centrale (Haïti). À noter également, la hausse du nombre d'immigrants français depuis les années 2010 (voir infra).
En 1989, le film Disparaître présenté par Lise Payette et réalisé par Jean-François Mercier enclenche de vives controverses sur la question de l'immigration au Québec, qu'il présente comme dangereuse aux valeurs féministes et à la protection du français.
Les autorités québécoises espèrent que l'immigration massive pourra résoudre les problèmes de main-d'œuvre associés au déclin démographique et au vieillissement de la population. Cet impact de l'immigration est cependant mis en doute par certains chercheurs et spécialistes.
L'une des difficultés reconnues de la politique d'immigration québécoise est que la très grande majorité des immigrants s'installe dans les quartiers de la ville de Montréal.

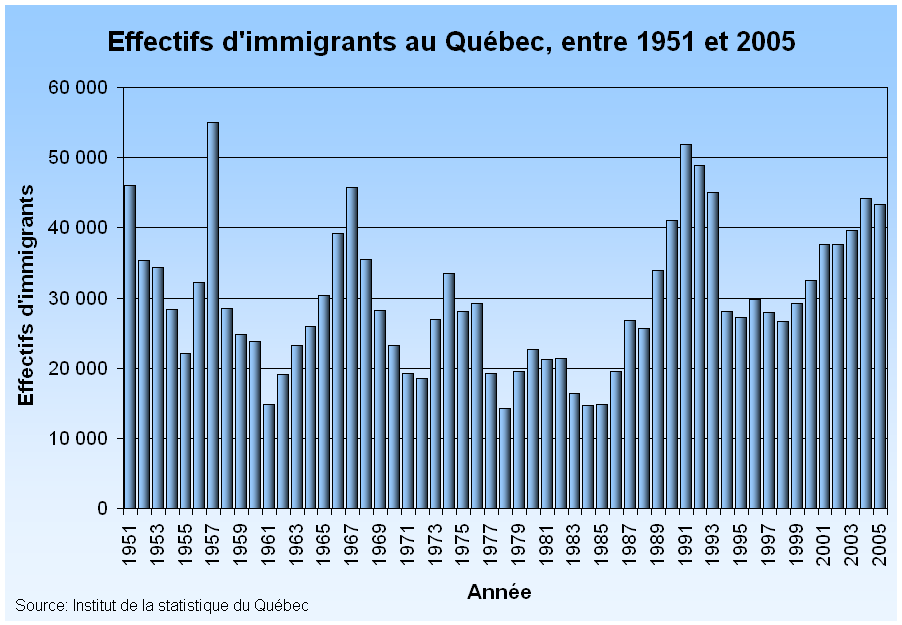
Évolution de l'immigration au Québec, 1951-2005
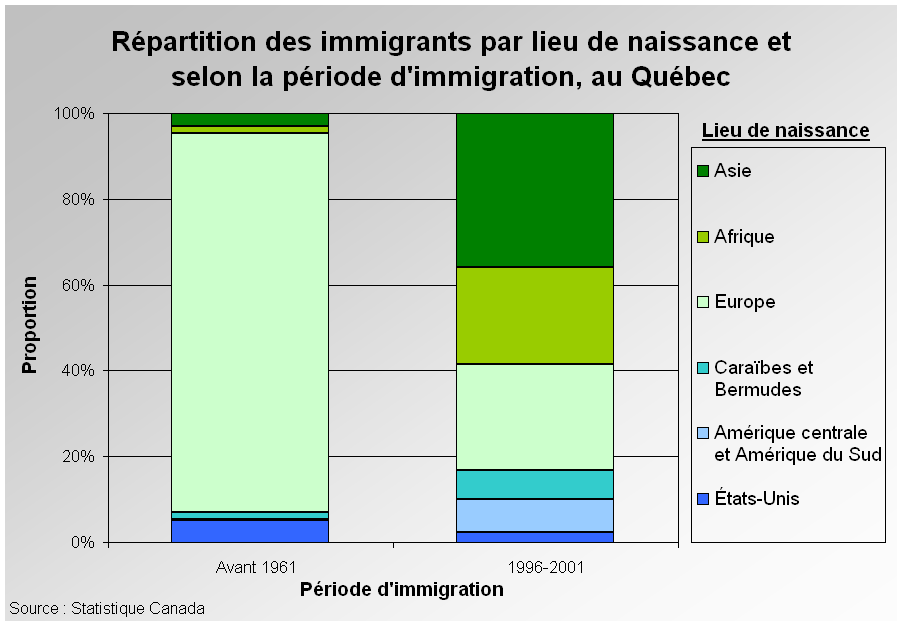
Répartition des immigrants par lieu de naissance, avant 1961 et 1996-2001

## xxie siècle
- 2024 15 mars - Justin Trudeau rencontre François Legault mais refuse de lui donner les pleins pouvoirs en immigration[7]. En réponse, le Parti Québécois Paul St-Pierre Plamondon réitère ses appels à un référendum sur la question, semblables à ceux qu'il avait appelés quelques semaines auparavant[8],[9].

- 2024 9 avril - Le premier ministre du Québec, François Legault, a déclaré que le Québec pourrait tenir un référendum sur les pouvoirs en matière d'immigration si le premier ministre Justin Trudeau ne donnait pas à la province plus de pouvoirs en la matière[10],[11],[12].

## Règles et procédures actuelles d'immigration
Les ressortissants étrangers qui désirent immigrer au Canada pour s’établir au Québec doivent suivre un processus d’immigration en deux étapes. Dans un premier temps, ils doivent déposer une demande de sélection auprès du Ministère de l'Immigration, de la Francisation et de l'Intégration, l’autorité d’immigration du Québec. Dans un deuxième temps, ils doivent déposer une demande de sélection auprès du ministère de l'Immigration, des Réfugiés et de la Citoyenneté, l’autorité d’immigration du Canada.
Il existe différentes procédures d'immigration au Québec. Le Programme régulier des travailleurs qualifiés (PRTQ) est l'une de ces procédures. Pour immigrer au Québec dans le cadre de ce programme, il faut commencer par déposer une déclaration d’intérêt par l’entremise de la plateforme Arrima du site Internet du MIFI. Le PRTQ convient aux travailleurs qualifiés qui souhaitent devenir résidents permanents du Canada et vivre au Québec. Le Québec a par ailleurs une entente sur l'immigration avec le gouvernement canadien; il applique ses propres règles pour sélectionner des immigrants qui s'adapteront facilement à la vie en français au Québec.
Pour immigrer au Canada et s'établir au Québec, il est nécessaire de répondre aux exigences de chacun de ces deux gouvernements, soit le provincial et le fédéral.Pour devenir un travailleur qualifié sélectionné du Québec, il faut déclarer son intérêt à immigrer dans cette province de même que répondre aux critères de sélection du Québec. Certains de ces critères sont de posséder une formation professionnelle et des compétences qui faciliteront la recherche d'emploi au Québec. D'autres facteurs pris en compte sont les connaissances linguistiques, l'âge, la présence d'enfants à charge, la capacité d'autonomie financière, les séjours réalisés et la famille déjà établie au Québec de même qu'une offre d'emploi validée, autant pour le demandeur que pour son conjoint. Si on répond à ces critères, on recevra une invitation à présenter une demande de certificat de sélection du Québec (CSQ) auprès du gouvernement du Québec. La réception de ce certificat montrera qu’on a été accepté par Québec en tant qu'immigrant. Après la réception de ce certificat, on pourra alors soumettre la demande de résidence permanente au Canada au ministère de l'Immigration, des Réfugiés et de la Citoyenneté.Afin de recevoir l'approbation de ce ministère fédéral, il faudra passer un examen médical et un contrôle de sécurité et de criminalité.

## Origine de l'immigration
| Rang                        | 2001                        | 2001                        | 2001                        | 2002                        | 2002                        | 2002                        | 2003                        | 2003                        | 2003                        | 2004                        | 2004                        | 2004                        | 2005                        | 2005                        | 2005                        |
| Rang                        | Pays                        | Nombre                      | %                           | Pays                        | Nombre                      | %                           | Pays                        | Nombre                      | %                           | Pays                        | Nombre                      | %                           | Pays                        | Nombre                      | %                           |
| 1                           | Chine                       | 3 924                       | 10,5                        | Maroc                       | 3 686                       | 9,8                         | Chine                       | 3 970                       | 10,0                        | Chine                       | 3 948                       | 8,9                         | Chine                       | 3 657                       | 8,5                         |
| 2                           | Maroc                       | 3 427                       | 9,1                         | Chine                       | 3 245                       | 8,6                         | Maroc                       | 3 130                       | 7,9                         | France                      | 3 620                       | 8,2                         | France                      | 3 565                       | 8,2                         |
| 3                           | France                      | 3 112                       | 8,3                         | Algérie                     | 3 093                       | 8,2                         | France                      | 3 050                       | 7,7                         | Maroc                       | 3 453                       | 7,8                         | Algérie                     | 3 462                       | 8,0                         |
| 4                           | Algérie                     | 2 991                       | 8,0                         | France                      | 2 926                       | 7,8                         | Algérie                     | 2 883                       | 7,3                         | Algérie                     | 3 309                       | 7,5                         | Maroc                       | 2 734                       | 6,3                         |
| 5                           | Haïti                       | 1 864                       | 5,0                         | Roumanie                    | 2 805                       | 7,5                         | Roumanie                    | 2 839                       | 7,2                         | Roumanie                    | 2 996                       | 6,8                         | Roumanie                    | 2 510                       | 5,8                         |
| 6                           | Roumanie                    | 1 684                       | 4,5                         | Haïti                       | 1 628                       | 4,3                         | Colombie                    | 1 778                       | 4,5                         | Colombie                    | 2 053                       | 4,7                         | Colombie                    | 2 125                       | 4,9                         |
| 7                           | Liban                       | 1 127                       | 3,0                         | Colombie                    | 1 234                       | 3,3                         | Haïti                       | 1 657                       | 4,2                         | Haïti                       | 1 459                       | 3,3                         | Liban                       | 1 781                       | 4,1                         |
| 8                           | Colombie                    | 1 041                       | 2,8                         | Pakistan                    | 1 099                       | 2,9                         | Liban                       | 1 640                       | 4,1                         | Liban                       | 1 381                       | 3,1                         | Haïti                       | 1 428                       | 3,3                         |
| 9                           | Pakistan                    | 1 040                       | 2,8                         | Liban                       | 1 054                       | 2,8                         | Inde                        | 1 074                       | 2,7                         | Pakistan                    | 1 315                       | 3,0                         | Inde                        | 1 133                       | 2,6                         |
| 10                          | Inde                        | 1 010                       | 2,7                         | Inde                        | 1 013                       | 2,7                         | Pakistan                    | 912                         | 2,3                         | Inde                        | 1 192                       | 2,7                         | Mexique                     | 1 132                       | 2,6                         |
| 11                          | Sri Lanka                   | 856                         | 2,3                         | Sri Lanka                   | 796                         | 2,1                         | Argentine                   | 783                         | 2,0                         | Bulgarie                    | 934                         | 2,1                         | Pakistan                    | 1 037                       | 2,4                         |
| 12                          | RD Congo                    | 754                         | 2,0                         | Russie                      | 796                         | 2,1                         | RD Congo                    | 731                         | 1,8                         | Mexique                     | 872                         | 2,0                         | Pérou                       | 974                         | 2,2                         |
| 13                          | Tunisie                     | 659                         | 1,8                         | RD Congo                    | 691                         | 1,8                         | Philippines                 | 660                         | 1,6                         | RD Congo                    | 851                         | 1,9                         | RD Congo                    | 802                         | 1,8                         |
| 14                          | Corée du Sud                | 646                         | 1,7                         | Bulgarie                    | 667                         | 1,8                         | Bulgarie                    | 637                         | 1,6                         | Pérou                       | 796                         | 1,8                         | Bulgarie                    | 748                         | 1,7                         |
| 15                          | Russie                      | 629                         | 1,7                         | Tunisie                     | 588                         | 1,6                         | Mexique                     | 626                         | 1,6                         | Tunisie                     | 695                         | 1,6                         | Philippines                 | 720                         | 1,7                         |
| Nombre total d'immigrants : | Nombre total d'immigrants : | Nombre total d'immigrants : | Nombre total d'immigrants : | Nombre total d'immigrants : | Nombre total d'immigrants : | Nombre total d'immigrants : | Nombre total d'immigrants : | Nombre total d'immigrants : | Nombre total d'immigrants : | Nombre total d'immigrants : | Nombre total d'immigrants : | Nombre total d'immigrants : | Nombre total d'immigrants : | Nombre total d'immigrants : | Nombre total d'immigrants : |
| 37 537                      | 37 537                      | 37 537                      | 37 537                      | 37 629                      | 37 629                      | 37 629                      | 39 583                      | 39 583                      | 39 583                      | 44 246                      | 44 246                      | 44 246                      | 43 312                      | 43 312                      | 43 312                      |

| Rang                        | 2006                        | 2006                        | 2006                        | 2007                        | 2007                        | 2007                        | 2008                        | 2008                        | 2008                        | 2009                        | 2009                        | 2009                        | 2010                        | 2010                        | 2010                        |
| Rang                        | Pays                        | Nombre                      | %                           | Pays                        | Nombre                      | %                           | Pays                        | Nombre                      | %                           | Pays                        | Nombre                      | %                           | Pays                        | Nombre                      | %                           |
| 1                           | Algérie                     | 4 597                       | 10,3                        | Maroc                       | 3 610                       | 8,0                         | Algérie                     | 3 670                       | 8,1                         | Algérie                     | 5 071                       | 10,2                        | Maroc                       | 5 653                       | 10,5                        |
| 2                           | France                      | 3 236                       | 7,2                         | France                      | 3 465                       | 7,7                         | France                      | 3 615                       | 8,0                         | Maroc                       | 4 871                       | 9,8                         | Algérie                     | 4 442                       | 8,2                         |
| 3                           | Maroc                       | 3 030                       | 6,8                         | Algérie                     | 3 414                       | 7,5                         | Maroc                       | 3 578                       | 7,9                         | France                      | 4 069                       | 8,2                         | France                      | 3 839                       | 7,1                         |
| 4                           | Chine                       | 2 423                       | 5,4                         | Colombie                    | 2 543                       | 5,6                         | Chine                       | 2 803                       | 6,2                         | Chine                       | 2 525                       | 5,2                         | Haïti                       | 3 614                       | 6,7                         |
| 5                           | Colombie                    | 2 170                       | 4,9                         | Chine                       | 2 461                       | 5,5                         | Colombie                    | 2 566                       | 5,7                         | Colombie                    | 2 255                       | 4,6                         | Chine                       | 3 348                       | 6,2                         |
| 6                           | Roumanie                    | 2 027                       | 4,5                         | Roumanie                    | 1 819                       | 4,0                         | Haïti                       | 2 140                       | 4,7                         | Haïti                       | 1 730                       | 3,5                         | Colombie                    | 2 237                       | 4,1                         |
| 7                           | Liban                       | 1 802                       | 4,0                         | Liban                       | 1 825                       | 4,0                         | Liban                       | 1 917                       | 4,2                         | Philippines                 | 1 710                       | 3,5                         | Liban                       | 1 706                       | 3,2                         |
| 8                           | Haïti                       | 1 400                       | 3,1                         | Mexique                     | 1 301                       | 2,9                         | Philippines                 | 1 575                       | 3,5                         | Liban                       | 1 631                       | 3,3                         | Moldavie                    | 1 523                       | 2,8                         |
| 9                           | Inde                        | 1 283                       | 2,9                         | Haïti                       | 1 293                       | 2,9                         | Roumanie                    | 1 104                       | 2,5                         | Mexique                     | 1 156                       | 2,3                         | Égypte                      | 1 404                       | 2,6                         |
| 10                          | Mexique                     | 1 132                       | 2,5                         | Iran                        | 1 116                       | 2,5                         | Mexique                     | 1 019                       | 2,3                         | Iran                        | 1 108                       | 2,2                         | Philippines                 | 1 369                       | 2,5                         |
| 11                          | Philippines                 | 994                         | 2,2                         | Inde                        | 1 061                       | 2,3                         | Cameroun                    | 919                         | 2,0                         | Moldavie                    | 1 086                       | 2,2                         | Cameroun                    | 1 365                       | 2,5                         |
| 12                          | Pakistan                    | 963                         | 2,2                         | Pérou                       | 908                         | 2,0                         | États-Unis                  | 908                         | 2,0                         | Tunisie                     | 1 009                       | 2,0                         | Iran                        | 1 250                       | 2,3                         |
| 13                          | Tunisie                     | 961                         | 2,2                         | Philippines                 | 851                         | 1,9                         | Iran                        | 840                         | 1,9                         | Pérou                       | 1 008                       | 2,0                         | Tunisie                     | 1 091                       | 2,0                         |
| 14                          | Pérou                       | 825                         | 1,8                         | États-Unis                  | 851                         | 1,9                         | Brésil                      | 838                         | 1,9                         | Cameroun                    | 985                         | 2,0                         | Mexique                     | 1 077                       | 2,0                         |
| 15                          | États-Unis                  | 819                         | 1,8                         | Cameroun                    | 761                         | 1,7                         | Inde                        | 824                         | 1,8                         | Égypte                      | 922                         | 1,9                         | Côte d'Ivoire               | 1 005                       | 1,9                         |
| Nombre total d'immigrants : | Nombre total d'immigrants : | Nombre total d'immigrants : | Nombre total d'immigrants : | Nombre total d'immigrants : | Nombre total d'immigrants : | Nombre total d'immigrants : | Nombre total d'immigrants : | Nombre total d'immigrants : | Nombre total d'immigrants : | Nombre total d'immigrants : | Nombre total d'immigrants : | Nombre total d'immigrants : | Nombre total d'immigrants : | Nombre total d'immigrants : | Nombre total d'immigrants : |
| 44 681                      | 44 681                      | 44 681                      | 44 681                      | 45 201                      | 45 201                      | 45 201                      | 45 198                      | 45 198                      | 45 198                      | 49 488                      | 49 488                      | 49 488                      | 53 982                      | 53 982                      | 53 982                      |

| Rang                        | 2011                        | 2011                        | 2011                        | 2012                        | 2012                        | 2012                        | 2013                        | 2013                        | 2013                        | 2014                        | 2014                        | 2014                        | 2015                        | 2015                        | 2015                        |
| Rang                        | Pays                        | Nombre                      | %                           | Pays                        | Nombre                      | %                           | Pays                        | Nombre                      | %                           | Pays                        | Nombre                      | %                           | Pays                        | Nombre                      | %                           |
| 1                           | Haïti                       | 5 091                       | 9,8                         | Chine                       | 5 539                       | 10,1                        | Chine                       | 5 124                       | 9,9                         | Iran                        | 5 853                       | 11,6                        | France                      | 4 520                       | 9,2                         |
| 2                           | Chine                       | 4 915                       | 9,5                         | France                      | 5 143                       | 9,3                         | France                      | 4 494                       | 8,7                         | France                      | 3 506                       | 7,0                         | Chine                       | 3 636                       | 7,4                         |
| 3                           | Algérie                     | 4 067                       | 7,9                         | Haïti                       | 4 743                       | 8,6                         | Algérie                     | 4 155                       | 8,0                         | Algérie                     | 3 513                       | 7,0                         | Iran                        | 3 560                       | 7,3                         |
| 4                           | Maroc                       | 2 991                       | 7,6                         | Algérie                     | 3 572                       | 6,5                         | Haïti                       | 3 443                       | 6,6                         | Chine                       | 3 410                       | 6,8                         | Syrie                       | 2 869                       | 5,9                         |
| 5                           | France                      | 3 235                       | 6,3                         | Maroc                       | 3 473                       | 6,3                         | Maroc                       | 2 945                       | 5,7                         | Haïti                       | 2 854                       | 5,7                         | Algérie                     | 4 155                       | 5,5                         |
| 6                           | Colombie                    | 2 080                       | 4,0                         | Colombie                    | 2 217                       | 4,0                         | Iran                        | 2 045                       | 3,9                         | Maroc                       | 2 180                       | 4,3                         | Maroc                       | 2 476                       | 5,1                         |
| 7                           | Iran                        | 1 741                       | 3,4                         | Cameroun                    | 2 139                       | 3,9                         | Cameroun                    | 1 908                       | 3,7                         | Cameroun                    | 1 698                       | 3,4                         | Haïti                       | 2 304                       | 4,7                         |
| 8                           | Liban                       | 1 655                       | 3,3                         | Égypte                      | 1 741                       | 3,2                         | Colombie                    | 1 856                       | 3,6                         | Colombie                    | 1 640                       | 3,3                         | Cameroun                    | 1 703                       | 3,5                         |
| 9                           | Égypte                      | 1 505                       | 2,9                         | Tunisie                     | 1 363                       | 2,5                         | Tunisie                     | 1 507                       | 2,9                         | Côte d'Ivoire               | 1 497                       | 3,0                         | Philippines                 | 1 559                       | 3,2                         |
| 10                          | Tunisie                     | 1 260                       | 2,4                         | Moldavie                    | 1 139                       | 2,1                         | Mexique                     | 1 267                       | 2,4                         | Tunisie                     | 1 313                       | 2,6                         | Côte d'Ivoire               | 1 348                       | 2,8                         |
| 11                          | Cameroun                    | 1 246                       | 2,4                         | Iran                        | 1 104                       | 2,0                         | Égypte                      | 1 125                       | 2,2                         | Mexique                     | 1 242                       | 2,5                         | Liban                       | 1 212                       | 2,5                         |
| 12                          | Mexique                     | 1 034                       | 2,0                         | Mexique                     | 1 084                       | 2,0                         | Côte d'Ivoire               | 1 111                       | 2,1                         | Liban                       | 1 180                       | 2,4                         | Égypte                      | 1 210                       | 2,5                         |
| 13                          | Moldavie                    | 1 034                       | 2,0                         | Côte d'Ivoire               | 1 006                       | 1,8                         | États-Unis                  | 1 011                       | 1,9                         | Inde                        | 1 123                       | 2,2                         | Colombie                    | 1 186                       | 2,4                         |
| 14                          | Philippines                 | 892                         | 1,7                         | Philippines                 | 904                         | 1,6                         | Moldavie                    | 913                         | 1,8                         | Égypte                      | 1 004                       | 2,0                         | Tunisie                     | 2 476                       | 2,3                         |
| 15                          | Roumanie                    | 812                         | 1,6                         | Sénégal                     | 866                         | 1,6                         | Philippines                 | 908                         | 1,7                         | Philippines                 | 971                         | 1,9                         | États-Unis                  | 950                         | 1,7                         |
| Nombre total d'immigrants : | Nombre total d'immigrants : | Nombre total d'immigrants : | Nombre total d'immigrants : | Nombre total d'immigrants : | Nombre total d'immigrants : | Nombre total d'immigrants : | Nombre total d'immigrants : | Nombre total d'immigrants : | Nombre total d'immigrants : | Nombre total d'immigrants : | Nombre total d'immigrants : | Nombre total d'immigrants : | Nombre total d'immigrants : | Nombre total d'immigrants : | Nombre total d'immigrants : |
| 51 738                      | 51 738                      | 51 738                      | 51 738                      | 55 044                      | 55 044                      | 55 044                      | 51 976                      | 51 976                      | 51 976                      | 50 235                      | 50 235                      | 50 235                      | 48 966                      | 48 966                      | 48 966                      |

| Rang                        | 2016                        | 2016                        | 2016                        | 2017                        | 2017                        | 2017                        | 2018                        | 2018                        | 2018                        | 2019                        | 2019                        | 2019                        |
| Rang                        | Pays                        | Nombre                      | %                           | Pays                        | Nombre                      | %                           | Pays                        | Nombre                      | %                           | Pays                        | Nombre                      | %                           |
| 1                           | Syrie                       | 5 618                       | 10,4                        | Chine                       | 5 108                       | 9,8                         | Chine                       | 5 310                       | 10,4                        | Chine                       | 3 958                       | 9,8                         |
| 2                           | France                      | 4 630                       | 8,7                         | France                      | 4 505                       | 8,6                         | France                      | 3 953                       | 7,7                         | Inde                        | 2 958                       | 7,3                         |
| 3                           | Chine                       | 4 545                       | 8,6                         | Syrie                       | 3 679                       | 7,0                         | Inde                        | 3 850                       | 7,5                         | France                      | 2 638                       | 6.5                         |
| 4                           | Algérie                     | 2 681                       | 5,0                         | Inde                        | 3 325                       | 6,3                         | Syrie                       | 2 939                       | 5,7                         | Algérie                     | 2 531                       | 6,2                         |
| 5                           | Iran                        | 2 579                       | 4,9                         | Algérie                     | 2 438                       | 4,7                         | Algérie                     | 2 772                       | 5,4                         | Syrie                       | 2 274                       | 5,6                         |
| 6                           | Haïti                       | 2 376                       | 4,5                         | Philippines                 | 2 327                       | 4,4                         | Philippines                 | 2 335                       | 4,6                         | Cameroun                    | 2 077                       | 5,1                         |
| 7                           | Philippines                 | 2 013                       | 3,8                         | Maroc                       | 1 967                       | 3,8                         | Maroc                       | 2 041                       | 4,0                         | Côte d'Ivoire               | 1 695                       | 4,2                         |
| 8                           | Maroc                       | 1 806                       | 3,4                         | Haïti                       | 1 932                       | 3,7                         | Haïti                       | 1 725                       | 3,4                         | Philippines                 | 1 635                       | 4,0                         |
| 9                           | Cameroun                    | 1 774                       | 3,3                         | Iran                        | 1 911                       | 3,6                         | Cameroun                    | 1 707                       | 3,3                         | Maroc                       | 1 574                       | 3,9                         |
| 10                          | Côte d'Ivoire               | 1 709                       | 3,2                         | Cameroun                    | 1 871                       | 3,6                         | Tunisie                     | 1 461                       | 2,9                         | Iran                        | 1 263                       | 3,1                         |
| 11                          | Colombie                    | 1 328                       | 2.5                         | Côte d'Ivoire               | 1 326                       | 2,5                         | Iran                        | 1 421                       | 2,8                         | Tunisie                     | 1 183                       | 2,9                         |
| 12                          | Inde                        | 1 213                       | 2,3                         | Tunisie                     | 1 218                       | 2,3                         | Côte d'Ivoire               | 1 374                       | 2,7                         | Haïti                       | 1 115                       | 2,7                         |
| 13                          | Tunisie                     | 1 101                       | 2,1                         | Colombie                    | 1 074                       | 2,0                         | Colombie                    | 980                         | 1,9                         | RD Congo                    | 754                         | 1,9                         |
| 14                          | Liban                       | 1 074                       | 2,0                         | Égypte                      | 855                         | 1,6                         | États-Unis                  | 977                         | 1,9                         | Burundi                     | 641                         | 1,6                         |
| 15                          | Pakistan                    | 907                         | 1,7                         | Pakistan                    | 828                         | 1,6                         | RD Congo                    | 864                         | 1,7                         | Liban                       | 594                         | 1,5                         |
| Nombre total d'immigrants : | Nombre total d'immigrants : | Nombre total d'immigrants : | Nombre total d'immigrants : | Nombre total d'immigrants : | Nombre total d'immigrants : | Nombre total d'immigrants : | Nombre total d'immigrants : | Nombre total d'immigrants : | Nombre total d'immigrants : | Nombre total d'immigrants : | Nombre total d'immigrants : | Nombre total d'immigrants : |
| 53 247                      | 53 247                      | 53 247                      | 53 247                      | 52 400                      | 52 400                      | 52 400                      | 51 123                      | 51 123                      | 51 123                      | 40 565                      | 40 565                      | 40 565                      |

Sources :   , Direction de la recherche et de l’analyse prospective du ministère de l’Immigration et des Communautés culturelles,, Direction de la  recherche et de l’analyse prospective du ministère de l’Immigration, de la Diversité et de l’Inclusion,, Direction de la planification, de la recherche et des statistiques du Ministère de l'Immigration, de la Diversité et de l'Inclusion,, Direction de la recherche et de la statistique du Ministère de l’Immigration, de la Diversité et de l’Inclusion

### Immigration française
L'immigration au Québec suscite un réel engouement de la part des Français depuis ces dernières années. Les Français représentent même le premier groupe d'immigrants pour l'année 2015. 74,4 % des immigrants français venus au Canada choisissent de s'installer dans la province de Québec. En 2011, 3 235 Français (Français étant défini ici comme né en France) se sont installés au Québec avec un visa de résident permanent (RP).
Le croisement des données des recensements de 2001 et 2006 et des chiffres du MICC permettent de connaître l'accroissement de la population française au Québec et le taux de rétention de la province. Il en ressort que sur le long terme, 55 % des immigrants français venus avec le statut de RP restent au Québec.

## Immigration dans les entreprises
Il peut s’avérer difficile pour les travailleurs immigrants de s’intégrer sur le marché du travail parce qu’ils ont plusieurs défis à faire face comme l’apprentissage d’une nouvelle langue, d’une nouvelle culture et d’un nouveau milieu de vie. Également, les travailleurs immigrants ont souvent de moins bons emplois que les autres travailleurs même s’ils ont un diplôme. Cela a des conséquences négatives sur leur santé mentale et leur revenu.
Pour assurer leur bien-être, il faudrait améliorer les programmes de reconnaissance des compétences acquises dans leur pays. De plus, les employeurs peuvent aider leurs employés immigrants en les assistant dans la recherche d’un logement adéquat et en leur offrant des moyens pour faciliter leurs déplacements vers le travail comme des taxis-bus. Pour faciliter l’intégration au travail, les employeurs peuvent aussi les jumeler à des collègues plus expérimentés et offrir des activités sociales comme des dîners d'accueil, des activités sportives ou de loisirs et des sorties à l’extérieur.

## Langue maternelle

### Immigrants francophones
La venue d'immigrants francophones a peu évolué depuis 1980, sinon par une légère augmentation. En 1980, 12 % des immigrants étaient de langue maternelle française ; ils étaient 13,4 % en 2006. Sur la période 2011-2015, la proportion d'immigrants francophones s'élève à 16,9 %.

### Immigrants anglophones
Les immigrants anglophones étaient presque égaux aux immigrants francophones en 1980, où ils représentaient 10,9 % des immigrants. Cette situation a changé. En effet, depuis la fin des années 1980, le taux d'immigrants anglophones s'est effondré. Il est passé de 10,1 % en 1986 à 3,7 % en 1990. Le résultat de 2006 n'est guère plus élevé qu'un 3,4 % comparativement aux années 1980 et 3,5 % pour la période 2011-2015.

### Immigrants allophones
Les immigrants ayant pour langue maternelle une langue autre que le français et l'anglais étaient déjà majoritaires en 1980 où ils comptaient pour 77,1 % des immigrants. Leur nombre a progressé pour atteindre 83,2 % en 2006. Pour la période 2011-2015, cette proportion retombe à 79,6 %.

## Statistiques récentes
Immigrants admis au Québec depuis 2002 :
| Année    | 2002   | 2003   | 2004   | 2005   | 2006   | 2007   | 2008   | 2009   | 2010   | 2011   | 2012   | 2013   | 2014   | 2015   | 2016   | 2017   | 2018   | 2019   | 2020   | 2021   |
| -------- | ------ | ------ | ------ | ------ | ------ | ------ | ------ | ------ | ------ | ------ | ------ | ------ | ------ | ------ | ------ | ------ | ------ | ------ | ------ | ------ |
| Nouveaux | 37 629 | 39 583 | 44 246 | 43 312 | 44 681 | 45 201 | 44 198 | 49 488 | 53 985 | 53 982 | 55 036 | 51 959 | 50 275 | 49 024 | 53 247 | 52 400 | 51 118 | 39 700 | 25 200 | 44 500 |